# فینال جام حذفی فوتبال انگلستان ۱۹۱۳
فینال جام حذفی فوتبال انگلستان ۱۹۱۳، رقابت پایانی جام حذفی فوتبال انگلستان در سال ۱۹۱۳ میلادی است که مابین دو تیم باشگاه فوتبال استون ویلا و باشگاه فوتبال ساندرلند در کریستال پالاس لندن برگزار شده‌است.
این مسابقه که در تاریخ ۱۹ آوریل ۱۹۱۳ انجام شده‌است با نتیجه ۱ بر ۰ به سود تیم باشگاه فوتبال استون ویلا به پایان رسید.